# Lanolin
Lanolin je tvar životinjskog podrijetla koja se najčešće dobiva s kože i vune ovaca. Ovce ga stvaraju u svojim lojnim žlijezdama na površinskom dijelu kože. Ima zaštitnu ulogu jer na koži i dlaci stvara sloj koji štiti od prodiranja vode. 
Lanolin je smeđe do žute boje, na dodir i oblikom pastozan.  U sastavu lanolina prevladavaju lanolinske kiseline, njih preko dvjesto, lanolinski alkoholi, kao i kolesterol i lanosterol.
U kozmetologiji se najčešće se koristi kao dodatak kremama, mastima, losionima, ruževima i balzamima. U kremama služi kao emulgator, tvar koja sprečava odvajanje dviju faza. Kroz povijest se na lanolinu kao sirovini baziralo više krema.